# Río Ruzizi
El río Ruzizi es un corto río del África Central que fluye desde el lago Kivu hasta el lago Tanganica, formando la frontera entre la República Democrática del Congo, al oeste, y Ruanda y Burundi, al este. Tiene 117 km de longitud.

## Geografía
El río Ruzizi fluye en un curso rápido desde el lago Kivu, a unos 1500 m s. n. m., hasta los aproximadamente 770 m del lago Tanganica. En su margen sur, los altiplanos Ruzizi tienen solo suaves colinas, y el río desagua en el Tanganica por medio de un delta fluvial de interior.
El río forma siempre fronteras: primero, entre Ruanda y la República Democrática del Congo (RDC) y, junto al lago Tanganica, forma la frontera entre la RDC y Burundi. El puente de la Concordé, cerca de la desembocadura del río, conecta el Congo y Burundi.

## Aprovechamiento eléctrico
La presa hidroeléctrica Ruzizi I fue construida en 1958, a la salida del Ruzizi del lago Kivu en 1958, afectando el nivel y la salida del lago. La represa provee electricidad a las ciudades Bubanza y Kigoma a través de una subestación en Mururu, y tiene una capacidad óptima, con la presente infraestructura, de generar 148 GW anualmente. 
La central hidroeléctrica Ruzizi II fue añadida en 1989. Ruzizi I y II son operadas por una compañía tri-nacional (Burundi, Ruanda y la República Democrática del Congo) pero la producción eléctrica es insuficiente para abarcar las necesidades de las áreas adyacentes de estos tres países, y por esto, en noviembre del 2000, se acordó la construcción de otra represa, Ruzizi III, que se situara aproximadamente 25 km río abajo.